# 鲁道夫·拉夫特尔
鲁道夫·拉夫特尔（德語：Rudolf Raftl，1911年2月7日—1994年9月5日），奥地利、德国男子足球运动员，场上位置是守门员。他曾代表奥地利、德国参加1934年和1938年国际足联世界杯。